# Барбертон (Охајо)
Барбертон (енгл. Barberton) град је у америчкој савезној држави Охајо.

## Демографија
По попису из 2010. године број становника је 26.550, што је 1.349 (-4,8%) становника мање него 2000. године.
| Група             | 2000.          | 2010.          |
| Белци             | 25.662 (92,0%) | 23.916 (90,1%) |
| Афроамериканци    | 1.488 (5,3%)   | 1.555 (5,9%)   |
| Азијати           | 102 (0,4%)     | 77 (0,3%)      |
| Хиспаноамериканци | 179 (0,6%)     | 359 (1,4%)     |
| Укупно            | 27.899         | 26.550         |